# گاشا (داغستان)
گاشا (به لاتین: Gasha) یک منطقهٔ مسکونی در روسیه است که در شهرستان کایاکنتسکی واقع شده‌است.